# 9438 Satie
9438 Satie è un asteroide della fascia principale. Scoperto nel 1997, presenta un'orbita caratterizzata da un semiasse maggiore pari a 2,2313395 UA e da un'eccentricità di 0,1989148, inclinata di 3,84551° rispetto all'eclittica.